# Jean-Luc Bitton
 (septembre 2012).
Pour les articles homonymes, voir Bitton.
Jean-Luc Bitton, né à Lyon, est un écrivain et journaliste français. Il est le biographe des écrivains français Emmanuel Bove avec Raymond Cousse, et Jacques Rigaut (biographie entamée en 2003 et parue chez Gallimard en octobre 2019, préfacée par Annie Le Brun). Pour cet ouvrage, il a reçu le Prix de la Biographie 2020, décerné par le magazine Le Point lors du Festival de la Biographie de Nîmes. Un ouvrage qui a également été retenu dans la sélection finale du Prix Goncourt de la Biographie 2020, et du Grand Prix de la Critique littéraire PEN Club/ Brasserie Lipp 2020. Jean-Luc Bitton  tient un blog « Jacques Rigaut, l'excentré magnifique » où il raconte ses recherches biographiques, un work in progress souvent méconnu du biographe à l’œuvre,.   
Il a participé à la réalisation du portrait de Emmanuel Bove pour la série télévisée Un siècle d'écrivains (1997) et a créé un site internet consacré à l'auteur de Mes amis,
Il est l'auteur de textes parus dans les revues Jungle, Perpendiculaire, Les Épisodes, la NRF, Rue Saint-Ambroise et Schnock.

## Ouvrages et articles
- « De Bécon-les-Bruyères à Chaville », entretien de Peter Handke avec J.-L. Bitton, revue Jungle n° 14, janvier 1991.
- Emmanuel Bove. La Vie comme une ombre, avec Raymond Cousse, préface de Peter Handke, éditions Le Castor astral, 1994.
- « Bécon-les-Bruyères : tout le monde descend », présentation de la nouvelle Bécon-les-Bruyères d'E. Bove, revue Perpendiculaire n° 11, automne 1998.
- Établissement de l'édition Romans d'Emmanuel Bove, choix des textes, préface et présentation, éditions Flammarion, 1999.
- Nos amours. Un siècle de lettres d'amour, anthologie de la correspondance amoureuse au XXe siècle, lettres rassemblées et présentées par Jean-Luc Bitton, éditions Flammarion, 2000.
- « La mer de la Tranquillité », chapitre 1 du journal de J.-L. Bitton, revue Les Épisodes, n° 10, janvier 2001.
- « Emmanuel Bove ou la face cachée de la littérature française », texte biographique, lettres inédites d'E. Bove rassemblées par J.-L. Bitton, revue Les Épisodes, n° 12, novembre 2001.
- « Un après-midi chez Bruce Chatwin », portrait de l'écrivain Bruce Chatwin, entretien avec Elizabeth Chatwin, présentation lettres inédites, revue Les Épisodes, n° 14-15, novembre 2002.
- « Raymond Cousse ou le refus d'obtempérer », présentation et édition d'extraits du journal inédit de R. Cousse, et de lettres inédites de Samuel Beckett à R. Cousse, revue Les Épisodes, n° 18, novembre 2003.
- « La mer de la Tranquillité », chapitres du journal de J.-L. Bitton, revue Rue Saint Ambroise, n° 13, janvier 2004.
- « La mer de la Tranquillité », chapitres du journal de J-L Bitton, revue Rue Saint Ambroise n° 14, juin 2004.
- Dossier « Salut à Jacques Rigaut (1898-1929) », texte biographique, présentation correspondances et documents inédits, La Nouvelle Revue française, n° 571, éditions Gallimard, octobre 2004.
- « La mer de la Tranquillité », journal de J.-L. Bitton, illustré par des photographies de Dolorès Marat, éditions Les Petits Matins, novembre 2005[6].
- De Bécon-les-Bruyères à Monaco, présentation de la nouvelle Bécon-les-Bruyères d'Emmanuel Bove, éditions cent pages, 2009.
- Jacques Rigaut, chronologie d'une vie, pour un recueil de textes de Jacques Rigaut, éditions cent pages, 2009.
- Lord Patchogue, un aristocrate du néant, postface  éditions du Chemin de fer,  2011[7].
- « Le vieil homme qui aimait les femmes », enquête et portrait de Marcel Mathiot, revue Schnock, n° 1, été/automne 2011.
- « Man Ray m'a tué », analyse sémiotique d'une photographie du groupe dadaïste avec Jacques Rigaut par Man Ray, revue Schnock, n° 2, hiver/printemps 2012.
- « Maurice Ronet, le grand mort du cinéma français », enquête et portrait du comédien Maurice Ronet, revue Schnock, n° 5, hiver 2013[8].
- « Une place parmi les hommes », entretien avec J.-L. Bitton à propos d'E. Bove,  Le Matricule des Anges, n° 145, juillet-août 2013[9].
- Je publie, préface d'Arrestations célèbres, textes journalistiques d'E. Bove rassemblés par J-L Bitton, éditions cent pages, 2013.
- « Portrait de l'écrivain Bertrand Delcour », Technikart, n° 183, juin 2014[10].
- « Jamais sans mon fils », enquête Causeur, n° 26, été 2015[11].
- Jacques Rigaut, le suicidé magnifique, préface d'Annie Le Brun, éditions Gallimard, coll. « Biographies », 2019.
- "Le mystère Frédéric Berthet", portrait et textes inédits de l'écrivain Frédéric Berthet, revue Schnock, n° 46, printemps 2023.

## Prix littéraires
- 2020 : Prix de la Biographie 2020 du magazine Le Point[12].